# Birgit Keller (digter)
 Der er for få eller ingen kildehenvisninger i denne artikel, hvilket er et problem. Du kan hjælpe ved at angive troværdige kilder til de påstande, som fremføres i artiklen.

Birgit Keller (født 4.oktober 1944 i Gladsaxe) er en dansk digter og forfatter. Hun er uddannet cand.mag. i dansk og religion fra Københavns Universitet med speciale i Elsa Gress' essayistik.
Lyrisk debuterede Birgit Keller med Dragedans, digte (Rosinante, 1992), og dramatisk med ”Dragedans om guld” (1989, DR P1, Lyrik-kvarter v/Jørgen Gustava Brandt).
Hun modtog i 2000 Hulda Lütken og Jacobs legat.

### Dramatik
Radiodebut: ”Dragedans om guld” (1989, DR P1, Lyrik-kvarter v/Jørgen Gustava Brandt).

### Lyrik
Lyrikdebut: Dragedans, digte. (Rosinante, 1992). Efter debuten fulgte
Nådens lys og sol drømmen om slangebid.